# Iroijlaplap
Iroijlaplap (marshallesisch iroojļapļap, irˠoːzʲ(e)lˠɑbʲ(ɛ)lˠɑpʲ; feminin: Leroijlaplap, mh.: leroojļapļap, lʲeːrˠoːzʲ(e)lˠɑbʲ(ɛ)lˠɑpʲ) ist der kollektive Titel der traditionellen Oberhäuptlinge (paramount chiefs) in den Marshallinseln. Gewöhnliche Chiefs führen den Titel Iroij (feminine: Leroij); -mh.: ļapļap ist ein Superlativ-Suffix.

## Rechtsgrundlage
Art. III der Verfassung der Marshallinseln erkennt den Titel zu und begründet das Council of Iroij (Rat der Häuptlinge), bestehend aus den führenden Iroijlaplap, oder den Personen, welche die entsprechenden Titel auf den verschiedenen Inseln führen.
Das Council hat die Befugnis, „alle kritischen Fragen zur Republik der Marshallinseln zu bedenken, und es kann seine Meinung dazu im Kabinett verkünden“ („consider any matter of concern to the Republic of the Marshall Islands, and it may express its opinion thereon to the Cabinet“). Der Rat kann außerdem formell die Neuverhandlung eines Gesetzes in der Nitijeḷā (Parlament) fordern, welches das Gewohnheitsrecht, traditionelle Praktiken oder Landbesitz betrifft.

## Iroijlaplap
- Michael Kabua von Kwajalein[2]
- Remios Hermios für die Ratak-Kette (ausgenommen Majuro, Arno und Mili).

### Frühere Häuptlinge
- Jurelang Zedkaia (1950–2015), Präsident der Marshallinseln